# Тегерек-Саз
Тегерек-Саз (кирг. Тегерек-Саз) — село в Кара-Кульджинском районе Ошской области Кыргызстана. Входит в состав Сары-Булакского айылного аймака.

## География
Село расположено в северной части области, в высокогорной зоне, на расстоянии приблизительно 22 километров (по прямой) к югу от села Кара-Кульджа, административного центра района. Абсолютная высота — 2046 метров над уровнем моря.

## Население
Согласно оценочным данным Национального статистического комитета Кыргызской Республики, численность населения села на начало 2023 года составляла 790 человек.
| год     | 2009 | 2014 | 2015 | 2020 | 2021 | 2023 |
| ------- | ---- | ---- | ---- | ---- | ---- | ---- |
| человек | 793  | 821  | 822  | 820  | 821  | 790  |